# Liga Latinoamérica Apertura 2019 (League of Legends)
La Apertura 2019 fue el torneo con el que se abrió la Temporada 2019 de la Liga Latinoamérica (LLA) o Liga Movistar Latinoamérica por temas de patrocinio, de League of Legends profesional organizada por Riot Games, siendo la primera edición del certamen, después de la restructuración del ecosistema esports hecha por Riot en 2018, la fase regular empezó el día 19 de enero de 2019 y la fase de PlayOffs finalizó el 4 de abril del mismo año.
La final se llevó a cabo en el Movistar Arena en Bogotá, Colombia el 4 de abril de 2019; donde el equipo argentino de Isurus Gaming se convirtió en el primer campeón de la historia de la LLA, después de vencer a Rainbow7 3-1 en la final.

## Formato

### Fase Regular
La temporada regular tendrá un total de 8 equipos participantes y cada uno de estos jugará 21 partidas por ciclo, en un formato de liga todos contra todos, en cada combate se disputará una partida. Cada equipo enfrentará en tres oportunidades a cada uno de sus oponentes por ciclo, dónde cada ronda contempla un total de 10 semanas de competición.
El ranking de clasificación a la fase siguiente lo determinará la cantidad de puntos conseguidos. El equipo que salga victorioso por un marcador de 1-0 recibirá 1 punto y el equipo que sea derrotado 0-1 obtendrá 0 puntos. Al finalizar esta primera fase, los 6 primeros lugares pasarán a las Eliminatorias.

#### Desempate
En el caso de que dos equipos estén empatados en los puestos (definido como tener la misma cantidad de puntos) al finalizar la temporada regular, entonces se considerarán los siguientes criterios:
1. Puntos logrados en los enfrentamientos directos.
2. Una partida de desempate.

### Fase de PlayOffs
Esta fase consiste en un torneo de eliminación directa dónde los seis mejores equipos de la temporada regular serán ordenados según su clasificación dentro de la llave. Todas las rondas de las eliminatorias se jugarán al mejor de 5 juegos.
Los 2 mejores equipos de la fase regular clasifican directamente a semifinales, mientras que los equipos ubicados del 3° al 6° lugar juega los cuartos de final, en el siguiente orden:
1. 3° vs. 6°
2. 4° vs. 5°

Los ganadores de los cuartos de final se enfrentarán al 1° y 2° en semifinales.

## Equipos participantes
Los siguientes equipos participaron:
| Temporada 2019 | Temporada 2019 | Temporada 2019    | Temporada 2019 | Temporada 2019    |
| Región         | País           | Equipo            | ID             | Procedencia       |
| -------------- | -------------- | ----------------- | -------------- | ----------------- |
| LAS            | Argentina      | Isurus Gaming     | ISG            | 2° de la CLS 2018 |
| LAS            | Argentina      | Furious Gaming    | FG             | 3° de la CLS 2018 |
| LAS            | Chile          | All Knights       | AK             | Invitado          |
| LAS            | Chile          | Kaos Latin Gamers | KLG            | 1° de la CLS 2018 |
| LAN            | Costa Rica     | INFINITY          | INF            | 2° de la LLN 2018 |
| LAN            | México         | Rainbow7          | R7             | 1° de la LLN 2018 |
| LAN            | México         | Pixel Esports     | PIX            | 3° de la LLN 2018 |
| LAN            | México         | XTEN Esports      | XTN            | Invitado          |

## Fase Regular

### Tabla de posiciones
| Ps. | Equipo             | PJ | PG | PP | Pts. | WR. | Nota:            |
| --- | ------------------ | -- | -- | -- | ---- | --- | ---------------- |
| 1.  | All Knights (1)    | 21 | 17 | 4  | 17   | 81% | Semifinales      |
| 2.  | INFINITY (2)       | 21 | 17 | 4  | 17   | 81% | Semifinales      |
| 3.  | Rainbow7           | 21 | 15 | 6  | 15   | 71% | Cuartos de Final |
| 4.  | Isurus (C)         | 21 | 13 | 8  | 13   | 62% | Cuartos de Final |
| 5.  | Pixel Esports      | 21 | 9  | 12 | 9    | 43% | Cuartos de Final |
| 6.  | XTEN Esports       | 21 | 5  | 16 | 5    | 24% | Cuartos de Final |
| 7.  | Furious Gaming (3) | 21 | 4  | 17 | 4    | 19% |                  |
| 8.  | Kaos Latin (4)     | 21 | 4  | 17 | 4    | 19% |                  |

### Resultados
| Kaos Latin     | 0 - 1 | INFINITY      | 19 de enero |
| Furious Gaming | 1 - 0 | XTEN Esports  | 19 de enero |
| All Knights    | 1 - 0 | Pixel Esports | 19 de enero |
| Isurus         | 1 - 0 | Rainbow7      | 19 de enero |
| Kaos Latin     | 0 - 1 | Isurus        | 20 de enero |
| All Knights    | 1 - 0 | XTEN Esports  | 20 de enero |
| INFINITY       | 1 - 0 | Pixel Esports | 20 de enero |
| Furious Gaming | 0 - 1 | Rainbow7      | 20 de enero |

| Isurus        | 1 - 0 | Furious Gaming | 26 de enero |
| Pixel Esports | 0 - 1 | Kaos Latin     | 26 de enero |
| Rainbow7      | 1 - 0 | All Knights    | 26 de enero |
| XTEN Esports  | 0 - 1 | INIFINITY      | 26 de enero |
| All Knights   | 1 - 0 | Furious Gaming | 27 de enero |
| Pixel Esports | 0 - 1 | Isurus         | 27 de enero |
| XTEN Esports  | 0 - 1 | Kaos Latin     | 27 de enero |
| INFINITY      | 1 - 0 | Rainbow7       | 27 de enero |

| Isurus         | 0 - 1 | All Knights    | 2 de febrero |
| Pixel Esports  | 0 - 1 | XTEN Esports   | 2 de febrero |
| Furious Gaming | 0 - 1 | INIFINITY      | 2 de febrero |
| Kaos Latin     | 0 - 1 | Rainbow7       | 2 de febrero |
| INIFNITY       | 1 - 0 | All Knights    | 3 de febrero |
| Rainbow7       | 1 - 0 | Pixel Esports  | 3 de febrero |
| XTEN Esports   | 0 - 1 | Isurus         | 3 de febrero |
| Kaos Latin     | 1 - 0 | Furious Gaming | 3 de febrero |

| Isurus        | 0 - 1 | INFINITY       | 9 de febrero  |
| Pixel Gaming  | 1 - 0 | Furious Gaming | 9 de febrero  |
| Rainbow7      | 1 - 0 | XTEN Esports   | 9 de febrero  |
| All Knights   | 1 - 0 | Kaos Latin     | 9 de febrero  |
| INIFNITY      | 1 - 0 | Kaos Latin     | 10 de febrero |
| Pixel Esports | 0 - 1 | All Knights    | 10 de febrero |
| XTEN Esports  | 1 - 0 | Furious Gaming | 10 de febrero |
| Rainbow7      | 0 - 1 | Isurus         | 10 de febrero |

| Rainbow7       | 1 - 0 | Furious Gaming | 16 de febrero |
| XTEN Esports   | 0 - 1 | All Knights    | 16 de febrero |
| Pixel Esports  | 1 - 0 | INFINITY       | 16 de febrero |
| Isurus         | 1 - 0 | Kaos Latin     | 16 de febrero |
| All Knights    | 0 - 1 | Rainbow7       | 17 de febrero |
| Kaos Latin     | 0 - 1 | Pixel Esports  | 17 de febrero |
| INFINITY       | 1 - 0 | XTEN Esports   | 17 de febrero |
| Furious Gaming | 0 - 1 | Isurus         | 17 de febrero |

| Kaos Latin     | 0 - 1 | XTEN Esports   | 23 de febrero |
| Furious Gaming | 0 - 1 | All Knights    | 23 de febrero |
| Isurus         | 0 - 1 | Pixel Esports  | 23 de febrero |
| Rainbow7       | 1 - 0 | INFINITY       | 23 de febrero |
| Rainbow7       | 1 - 0 | Kaos Latin     | 24 de febrero |
| XTEN Esports   | 1 - 0 | Pixel Esports  | 24 de febrero |
| INFINITY       | 1 - 0 | Furious Gaming | 24 de febrero |
| All Knights    | 1 - 0 | Isurus         | 24 de febrero |

| All Knights    | 1 - 0 | INFINITY      | 2 de marzo |
| Pixel Esports  | 0 - 1 | Rainbow7      | 2 de marzo |
| Isurus         | 1 - 0 | XTEN Esports  | 2 de marzo |
| Furious Gaming | 1 - 0 | Kaos Latin    | 2 de marzo |
| Kaos Latin     | 0 - 1 | All Knights   | 3 de marzo |
| Furious Gaming | 0 - 1 | Pixel Esports | 3 de marzo |
| XTEN Esports   | 0 - 1 | Rainbow7      | 3 de marzo |
| INFINITY       | 1 - 0 | Isurus        | 3 de marzo |

| INFINITY       | 1 - 0 | Kaos Latin     | 9 de marzo  |
| XTEN Esports   | 0 - 1 | Furious Gaming | 9 de marzo  |
| Pixel Esports  | 0 - 1 | All Knights    | 9 de marzo  |
| Rainbow7       | 0 - 1 | Isurus         | 9 de marzo  |
| Furious Gaming | 0 - 1 | Rainbow7       | 10 de marzo |
| XTEN Esports   | 0 - 1 | All Knights    | 10 de marzo |
| INFINITY       | 1 - 0 | Pixel Esports  | 10 de marzo |
| Kaos Latin     | 0 - 1 | Isurus         | 10 de marzo |

| Pixel Esports  | 1 - 0 | Kaos Latin    | 16 de marzo |
| Furious Gaming | 0 - 1 | Isurus        | 16 de marzo |
| INFINITY       | 1 - 0 | XTEN Esports  | 16 de marzo |
| Rainbow7       | 1 - 0 | All Knights   | 16 de marzo |
| Kaos Latin     | 1 - 0 | XTEN Esports  | 17 de marzo |
| Furious Gaming | 0 - 1 | All Knights   | 17 de marzo |
| Isurus         | 0 - 1 | Pixel Esports | 17 de marzo |
| Rainbow7       | 0 - 1 | INFINITY      | 17 de marzo |

| Kaos Latin     | 0 - 1 | Rainbow7       | 23 de marzo |
| Pixel Esports  | 1 - 0 | Furious Gaming | 23 de marzo |
| All Knights    | 1 - 0 | Isurus         | 23 de marzo |
| INFINITY       | 1 - 0 | Furious Gaming | 23 de marzo |
| XTEN Esports   | 1 - 0 | XPixel Esports | 23 de marzo |
| INFINITY       | 1 - 0 | Isurus         | 23 de marzo |
| 'Isurus        | 1 - 0 | XTEN Esports   | 24 de marzo |
| INFINITY       | 0 - 1 | All Knights    | 24 de marzo |
| Kaos Latin     | 0 - 1 | Furious Gaming | 24 de marzo |
| 'Rainbow7      | 1 - 0 | XTEN Esports   | 24 de marzo |
| All Knights    | 1 - 0 | Kaos Latin     | 24 de marzo |
| 'Pixel Esports | 1 - 0 | Rainbow7       | 24 de marzo |

## PlayOffs

### Cuadro de Desarrollo
|  | Cuartos de final | Cuartos de final | Cuartos de final |          |   | Semifinales | Semifinales | Semifinales |  |   | Final    | Final | Final |  |
|  |                  |                  |                  |          |   |             |             |             |  |   |          |       |       |  |
|  |                  |                  |                  |          |   |             |             |             |  |   |          |       |       |  |
|  |                  |                  |                  |          |   |             |             |             |  |   |          |       |       |  |
|  |                  |                  |                  |          |   |             |             |             |  |   |          |       |       |  |
|  |                  |                  |                  |          |   |             |             |             |  |   |          |       |       |  |
|  |                  | 2                | INFINITY         | 1        |   |             |             |             |  |   |          |       |       |  |
|  |                  |                  |                  | 1        |   |             |             |             |  |   |          |       |       |  |
|  |                  |                  | 3                | Rainbow7 | 3 |             |             |             |  |   |          |       |       |  |
|  | 3                | Rainbow7         | 3                | Rainbow7 | 3 | 3           |             |             |  |   |          |       |       |  |
|  | 3                | Rainbow7         |                  |          |   |             |             |             |  |   |          |       |       |  |
|  | 6                | XTEN Esports     | 1                |          |   |             |             |             |  |   |          |       |       |  |
|  | 6                | XTEN Esports     | 1                |          |   |             |             |             |  | 3 | Rainbow7 | 1     |       |  |
|  |                  |                  |                  |          |   |             |             |             |  | 3 | Rainbow7 | 1     |       |  |
|  |                  |                  | 4                | Isurus   | 3 |             |             |             |  |   |          |       |       |  |
|  |                  |                  | 4                | Isurus   | 3 |             |             |             |  |   |          |       |       |  |
|  |                  |                  |                  |          |   |             |             |             |  |   |          |       |       |  |
|  |                  |                  |                  |          |   |             |             |             |  |   |          |       |       |  |
|  |                  | 1                | All Knights      | 2        |   |             |             |             |  |   |          |       |       |  |
|  |                  |                  |                  | 2        |   |             |             |             |  |   |          |       |       |  |
|  |                  |                  | 4                | Isurus   | 3 |             |             |             |  |   |          |       |       |  |
|  | 4                | Isurus           | 4                | Isurus   | 3 | 3           |             |             |  |   |          |       |       |  |
|  | 4                | Isurus           |                  |          |   |             |             |             |  |   |          |       |       |  |
|  | 5                | Pixel Esports    | 1                |          |   |             |             |             |  |   |          |       |       |  |
|  | 5                | Pixel Esports    | 1                |          |   |             |             |             |  |   |          |       |       |  |
|  |                  |                  |                  |          |   |             |             |             |  |   |          |       |       |  |

### Cuartos de final
| Rainbow7 | 1 - 0 | XTEN Esports | 30 de marzo |
| Rainbow7 | 0 - 1 | XTEN Esports | 30 de marzo |
| Rainbow7 | 1 - 0 | XTEN Esports | 30 de marzo |
| Rainbow7 | 1 - 0 | XTEN Esports | 30 de marzo |

| Isurus        | 0 - 1 | Pixel Esports | 31 de marzo |
| Isurus        | 1 - 0 | Pixel Esports | 31 de marzo |
| Isurus        | 1 - 0 | Pixel Esports | 31 de marzo |
| Pixel Esports | 0 - 1 | Isurus        | 31 de marzo |

### Semifinales
| INFINITY | 1 - 0 | Rainbow7 | 6 de abril |
| INFINITY | 0 - 1 | Rainbow7 | 6 de abril |
| INFINITY | 0 - 1 | Rainbow7 | 6 de abril |
| INFINITY | 0 - 1 | Rainbow7 | 6 de abril |

| Isurus | 1 - 0 | All Knights | 7 de abril |
| Isurus | 0 - 1 | All Knights | 7 de abril |
| Isurus | 1 - 0 | All Knights | 7 de abril |
| Isurus | 0 - 1 | All Knights | 7 de abril |
| Isurus | 1 - 0 | All Knights | 7 de abril |

### Final
| Isurus   | 1 - 0 | Rainbow7 | 20 de abril |
| Rainbow7 | 1 - 0 | Isurus   | 20 de abril |
| Rainbow7 | 0 - 1 | Isurus   | 20 de abril |
| Isurus   | 1 - 0 | Rainbow7 | 20 de abril |

|                            |
| Bandera de Argentina       |
| Campeón Isurus 1.er título |

- Datos: Q132135199